# فی هولدن
فی هولدن (انگلیسی: Fay Holden؛ ۲۶ سپتامبر ۱۸۹۳ – ۲۳ ژوئن ۱۹۷۳) یک هنرپیشه اهل بریتانیا بود.
از فیلم‌ها یا برنامه‌های تلویزیونی که وی در آن نقش داشته است می‌توان به سامسون و دلیله اشاره کرد.